# Moclobémide
Le moclobémide est un inhibiteur réversible de la monoamine oxydase-A utilisé principalement dans le traitement de la dépression.

## Effets indésirables
La liste des effets indésirables :
- trouble du sommeil ;
- agitation ;
- anxiété ;
- irritabilité ;
- vertiges ;
- nausées ;
- céphalées (maux de tête) ;
- sensations de picotement, de fourmillement ;
- bouche sèche ;
- troubles digestifs ;
- réaction cutanée : éruption cutanée étendue, démangeaisons, urticaire ;
- plus rarement : états confusionnels disparaissant à l'arrêt du traitement.

Ces effets indésirables apparaissent surtout durant la première, voire les deux premières semaines de traitement et s'estompent parallèlement à l'amélioration de l'épisode dépressif.

## Propriétés pharmacologiques

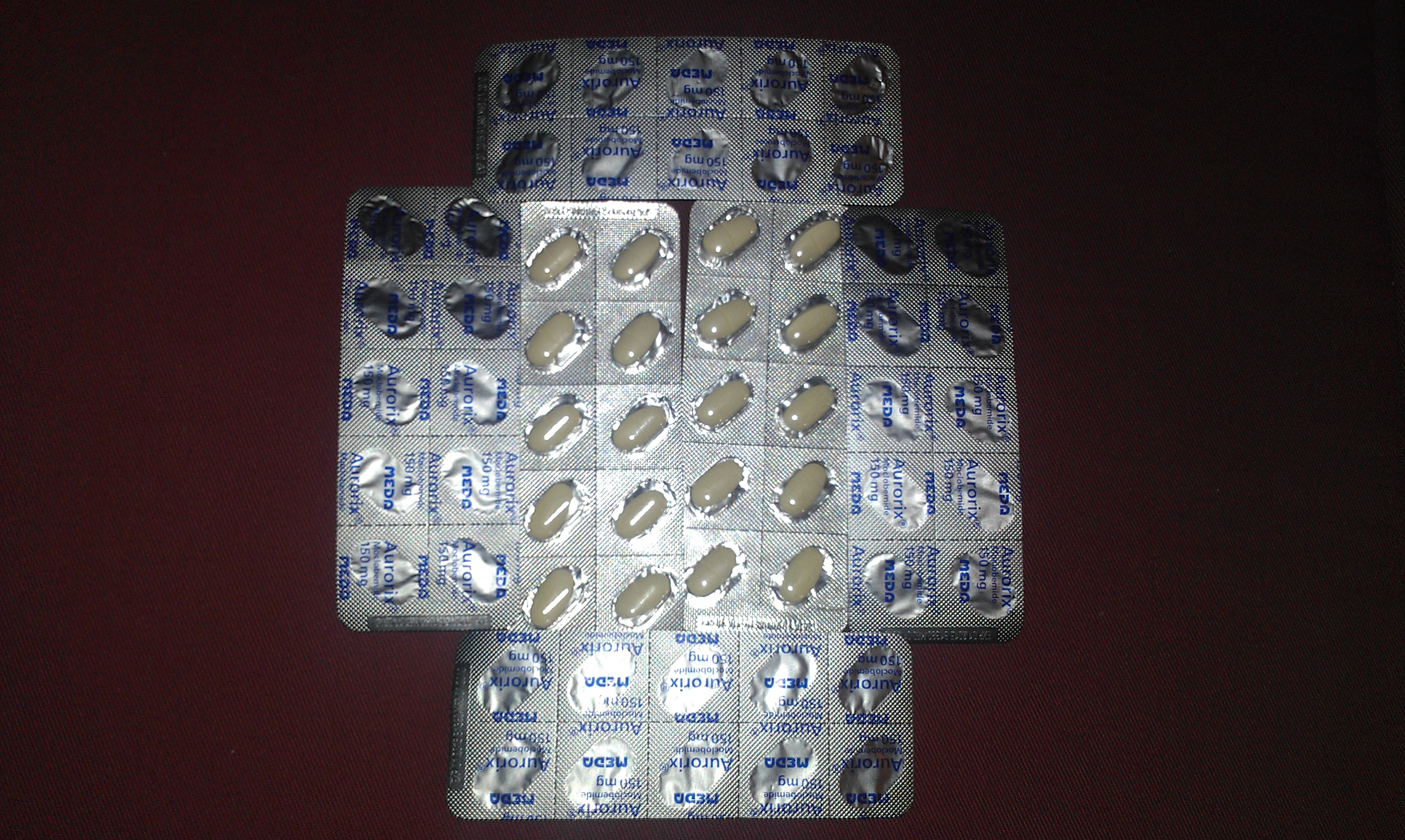
Moclobemide en tablette de 150 mg

C'est un antidépresseur (par inhibition de la mono-amine oxydase) et un IMAO A ; il inhibe préférentiellement et de façon réversible, au niveau central, la mono-amine oxydase de type A. Au niveau périphérique, l'inhibition porte sur la MAO A et la MAO B.
Le moclobémide ne doit pas être associé à d'autres antidépresseurs, au risque d'interactions néfastes importantes. Certains régimes très spécifiques peuvent permettre de combiner le moclobémide avec un antidépresseur tricyclique ou ISRS. Une période de deux jours est nécessaire lors du passage à un antidépresseur tricyclique, et pour les ISRS, une période d'au moins quatre à cinq jours est nécessaire.